# In taberna quando sumus

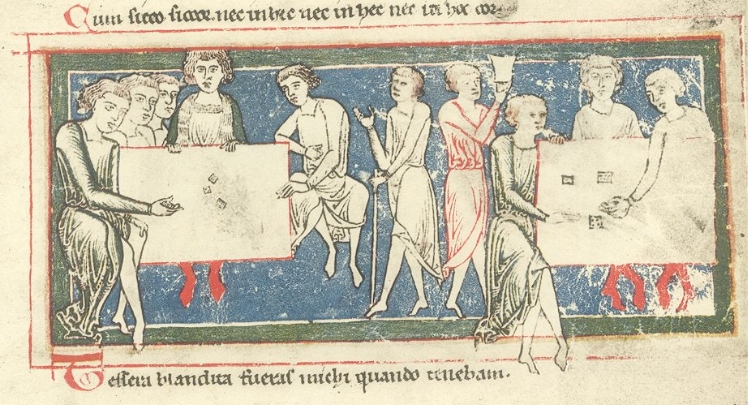
Suonatori e bevitori nel Codex Buranus

In taberna quando sumus (in italiano "Quando siamo nella taverna") è un testo poetico goliardico in latino medievale, il carme numero 196 della raccolta nota come Carmina Burana.
Il testo, dalla natura piuttosto dissacrante, descrive il comportamento in una taverna, andando a nominare persino il papa e il re. Come molti canti del genere, In taberna quando sumus presenta un volontario e provocatorio rovesciamento dei valori cattolici tipici del Basso Medioevo.

## Testo originale e traduzione
non curamus quid sit humus,                         

sed ad ludum properamus,                                

cui semper insudamus.                                     

Quid agatur in taberna                                   

ubi nummus est pincerna,                                   

hoc est opus ut queratur,                                   

si quid loquar, audiatur.                                      

Quidam ludunt, quidam bibunt,                            

quidam indiscrete vivunt.                                  

Sed in ludo qui morantur,                                     

ex his quidam denudantur                                    

quidam ibi vestiuntur,                                     

quidam saccis induuntur.                                    

Ibi nullus timet mortem                                         
 
sed pro Baccho mittunt sortem:                             

Primo pro nummata vini,                                     

ex hac bibunt libertini;                                       

semel bibunt pro captivis,                               

post hec bibunt ter pro vivis,                              

quater pro Christianis cunctis                            

quinquies pro fidelibus defunctis,                         

sexies pro sororibus vanis,                                   

septies pro militibus silvanis.                              

Octies pro fratribus perversis,                             

nonies pro monachis dispersis,                          

decies pro navigantibus                                     

undecies pro discordantibus,                             

duodecies pro penitentibus,                               

tredecies pro iter agentibus.                              

Tam pro papa quam pro rege                             

bibunt omnes sine lege.                                    

Bibit hera, bibit herus,            

bibit miles, bibit clerus,    

bibit ille, bibit illa,      

bibit servus cum ancilla,                   

bibit velox, bibit piger,              

bibit albus, bibit niger,                                          

bibit constans, bibit vagus,                                  

bibit rudis, bibit magus.                                       

Bibit pauper et egrotus,                                     

bibit exul et ignotus,                                          

bibit puer, bibit canus,                                      

bibit presul et decanus,                                   

bibit soror, bibit frater,                                     
 
bibit anus, bibit mater,                                 

bibit ista, bibit ille,                                      

bibunt centum, bibunt mille.                             

Parum durant sex nummate,                              

ubi ipsi immoderate                                 

bibunt omnes sine meta.                                   

Quamvis bibant mente leta,                               

sic nos rodunt omnes gentes                             

et sic erimus egentes.                                      
 
Qui nos rodunt confundantur                              

et cum iustis non scribantur.»
non ci curiamo di nient'altro, 

ma ci occupiamo del gioco 

per cui sempre ci affanniamo.

Cosa succede in taverna

dove il denaro è l'oste,

questo sì che è interessante, 

state a sentire.

C'è chi gioca, c'è chi beve

c'è chi vive con dissolutezza.

Ma c'è chi si occupa del gioco,

e alcuni lì sono nudi

alcuni lì sono vestiti,

alcuni indossano sacchi.

Lì nessuno teme la morte

ma per Bacco si sfida la sorte:

Si beve prima per il mercante di vino,

da questo bevono i libertini;

una volta bevono per i prigionieri,

poi bevono il terzo bicchiere per i vivi,

il quarto per tutti i Cristiani

il quinto per i fedeli deceduti,

il sesto per le sorelle peccatrici,

il settimo per i guardacaccia.

L'ottavo per i monaci peccatori  

il nono per i monaci perduti,

il decimo per i marinai,

l'undicesimo per i rissosi, 

il dodicesimo per i penitenti,

il tredicesimo per i viaggiatori.

Dal clero al re

tutti bevono senza misura.

Beve la signora, beve il signore,

beve l'esercito, beve il clero

beve quello, beve quella,

beve il servo con l'ancella, 

beve il veloce, beve il pigro,

beve il bianco, beve il nero,

beve il costante, beve l'allegro,

beve l'ignorante, beve l'istruito.

Beve il povero e il malato,

beve l'esule e lo straniero, 

beve il bambino, beve l'anziano,

beve il vescovo e il più vecchio,

beve la suora, beve il frate, 

beve la nonna, beve la madre, 

beve questa, beve quello

bevono cento, bevono mille.

Durano poco sei ricchi, 

quando senza moderazione

bevono tutti senza limite.

Per quanto bevano a mente leggera,

così tutta la gente ci critica 

e così noi siamo mendicanti. 

Siano maledetti quelli che ci danno fastidio

e non siano ricordati come i giusti.»
()

## Carmina Burana di Carl Orff
Brano celebre per essere stato musicato nel 1935/36 dal compositore tedesco Carl Orff come parte dei suoi Carmina Burana che debuttarono all'Opera di Francoforte l'8 giugno 1937. All'interno dei Carmina Burana di Orff, questa canzone è il quarto movimento nella sezione 3, In Taberna (In taverna).
I testi usati da Orff mostrano un cambiamento nell'ultima strofa dove l'originale parum durant sex nummate / ubi ipsi immoderate è stato cambiato in parum sexcente nummate / durant, cum immoderate. L'arrangiamento musicale ha aggiunto, alla fine, anche l'esclamazione io!, ripetuta nove volte.